# Monica Zapelli
Monica Zapelli (Pavia, 25 giugno 1966) è una sceneggiatrice italiana.
Insieme a Claudio Fava e Marco Tullio Giordana ha vinto il David di Donatello per la migliore sceneggiatura per il film I cento passi nel 2001 e nel 2022 con L'arminuta scritta con Donatella Di Pietrantonio.

## Biografia
Nasce a Pavia ma cresce a Milano. Si laurea in filosofia nel 1990 e nel 1996 si trasferisce in Colombia, dove insegna storia e filosofia. Rientrata in Italia, nel 1999 realizza il cortometraggio Il bambino con la pistola, scritto e diretto insieme con Federico Cagnoni, che vince il premio come miglior cortometraggio al Giffoni Film Festival del 2000, dopo che nel 1997, ancora in forma di sceneggiatura, aveva vinto il Premio città di Siena per il corto.
Nel 1998 una sua sceneggiatura, scritta con Claudio Fava, riceve una menzione speciale al Premio Solinas e, con l'ulteriore contributo di Marco Tullio Giordana diventa il film I cento passi, che vince il David di Donatello per la migliore sceneggiatura, il Nastro d'argento alla migliore sceneggiatura e il Premio per la migliore sceneggiatura alla 57ª Mostra internazionale d'arte cinematografica di Venezia.
Dal 2005 in poi sceneggia numerosi film per il cinema e per la televisione collaborando, fra gli altri, con Mimmo Calopresti, Giuliano Montaldo, Gianluca Maria Tavarelli, Giacomo Campiotti, Maurizio Zaccaro, Ricky Tognazzi e Daniele Vicari.

## Filmografia

### Cinema
- Il bambino con la pistola, regia di Federico Cagnoni e Monica Zapelli – cortometraggio (1999)
- I cento passi, regia di Marco Tullio Giordana (2000)
- Rosso come il cielo, regia di Cristiano Bortone (2006)
- L'abbuffata, regia di Mimmo Calopresti (2007)
- I demoni di San Pietroburgo, regia di Giuliano Montaldo (2008)
- La straniera, regia di Marco Turco (2008)
- Pulce non c'è, regia di Giuseppe Bonito (2013)
- La terra dei santi, regia di Fernando Muraca (2015)
- Uno per tutti, regia di Mimmo Calopresti  (2015)
- Aspromonte - La terra degli ultimi, regia di Mimmo Calopresti (2019)
- Nour, regia di Maurizio Zaccaro (2019)
- L'arminuta, regia di Giuseppe Bonito (2021)
- Per il mio bene, regia di Mimmo Verdesca (2024)

### Televisione
- Karol - Un uomo diventato papa, regia di Giacomo Battiato – miniserie TV (2005)
- Karol - Un papa rimasto uomo, regia di Giacomo Battiato – miniserie TV (2006)
- Il capitano – serie TV, 1x02-2x02 (2007)
- Maria Montessori - Una vita per i bambini, regia di Gianluca Maria Tavarelli – miniserie TV (2007)
- Medicina generale – serie TV (2007-2011)
- Enrico Mattei - L'uomo che guardava al futuro, regia di Giorgio Capitani – miniserie TV (2009)
- Mi ricordo Anna Frank, regia di Alberto Negrin – film TV (2009)
- Preferisco il paradiso, regia di Giorgio Capitani – miniserie TV (2010)
- Gli ultimi del paradiso, regia di Luciano Manuzzi – miniserie TV (2010)
- Rossella – serie TV (2011)
- Il caso Enzo Tortora - Dove eravamo rimasti?, regia di Ricky Tognazzi – miniserie TV (2012)
- L'assalto, regia di Ricky Tognazzi – film TV (2014)
- Francesco , regia di Liliana Cavani – miniserie TV (2014)
- Il giudice meschino, regia di Carlo Carlei – film TV (2014)
- Non è mai troppo tardi, regia di Giacomo Campiotti – miniserie TV (2014)
- Lea, regia di Marco Tullio Giordana – film TV (2015)
- Non uccidere, regia di Giuseppe Gagliardi – serie TV, 1x05 (2015)
- Felicia Impastato, regia di Gianfranco Albano – film TV (2016)
- Io ci sono, regia di Luciano Manuzzi – film TV (2016)
- Il capitano Maria, regia di Andrea Porporati – miniserie TV (2018)
- Una donna contro tutti - Renata Fonte, regia di Fabio Mollo – film TV (2018)
- Prima che la notte, regia di Daniele Vicari – film TV (2018)
- Liberi di scegliere, regia di Giacomo Campiotti – film TV (2019)
- Rita Levi-Montalcini, regia di Alberto Negrin – film TV (2020)
- Il nostro generale, regia di Lucio Pellegrini e Andrea Jublin – serie TV (2023)
- Tina Anselmi - Una vita per la democrazia, regia di Luciano Manuzzi – docu-drama (2023)
- Margherita delle stelle, regia di Giulio Base – film TV (2024)

## Pubblicazioni
- Monica Zapelli, Un uomo onesto, Sperling & Kupfer, 2012, ISBN 9788820052102.
- Monica Zapelli, Il cielo a metà, Baldini+Castoldi, 2014, ISBN 9788868527037.
- Monica Zapelli e Roberto Di Bella, Liberi di scegliere. La battaglia di un giudice minorile per liberare i ragazzi della 'ndrangheta, Rizzoli, 2019, ISBN 9788817143554.

## Riconoscimenti
David di Donatello
- 2001 – David di Donatello per la migliore sceneggiatura per I cento passi
- 2022 – David di Donatello per la migliore sceneggiatura per L'arminuta

Nastro d'argento
- 2001 – Nastro d'argento alla migliore sceneggiatura per I cento passi

Mostra internazionale d'arte cinematografica di Venezia
- 2000 – Premio per la migliore sceneggiatura per I cento passi

Ciak d'oro
- 2001 – Candidatura al Ciak d'oro per la migliore sceneggiatura per I cento passi

Premio Solinas
- 1998 – Menzione speciale alla sceneggiatura de I cento passi

Giffoni Film Festival
- 2000 – Miglior cortometraggio a Il bambino con la pistola